# نموذج بادلي للذاكرة العاملة

نموذج بادلي للذاكرة العاملة (بالإنجليزية: Baddeley's model of working memory)‏ هو نموذج لذاكرة الإنسان اقترحه كلٌ من ألان بادلي وغراهام هيتش عام 1974، في محاولة لتقديم نموذج أدق للذاكرة الأولية (تعرف عادة باسم الذاكرة قصيرة الأمد). تقسِّم الذاكرة العاملة الذاكرة الأولية إلى عدة مكونات، ولا تعتبرها بنية مستقلة موحدة.
اقترح بادلي وهيتش نموذج الذاكرة العاملة ذو الأجزاء الثلاثة ليكون بمثابة بديل عن المخزن قصير الأمد في نموذج ذاكرة أتكينسون وشيفرين متعددة المخازن (1968). وفي وقتٍ لاحق قام بادلي وبعض من زملائه بتوسيع هذا النموذج بإضافتهم مكون رابع، ليصبح النموذج السائد في مجال الذاكرة العاملة. وعلى الرغم من ذلك، فهناك نماذج بديلة قيد التطوير (انظر إلى الذاكرة العاملة)، التي تنظر بدورها إلى نظام الذاكرة العاملة من منظورٍ مختلف.
كان النموذج الأصلي يتكون من ثلاث مكونات رئيسية: المكون التنفيذي المركزي الذي يعمل بمثابة نظام يشرف ويتحكم بتدفق المعلومات من وإلى نظامي الاستحواذ: الحلقة الصوتية (Phonological loop) ولوحة الرسم البصرية-المكانية (Visuo-spacial sketchpad). تكمن وضيفة الحلقة الصوتية في تخزين المحتوى اللفظي، في حين توفر لوحة الرسم البصرية المكانية كافة البيانات البصرية المكانية. يعمل نظاما الاستحواذ بمثابة مراكز للتخزين قصير الأمد فقط. وفي عام 2000، أضاف بادلي إلى نموذجه نظام استحواذ ثالث، العازلة العرضية (Episodic buffer).
تستند حجة بادلي وهيتش التي تسعى إلى إثبات الفرق بين نظامي الاستحواذ الخاصين بميادين معينة في النموذج الأقدم على نتائج تجريبية من نماذج المهام المزدوجة. تعتبر فعالية أداء مهمتين في آن واحد باستخدام ميدانين إدراكيين منفصلين (بعبارة أخرى مهمة لفضية وبصرية) تقريبًا بنفس فعالية أداء نفس المهمتين كل على حدة. وعلى النقيض من ذلك، عندما يحاول المرء إنجاز مهمتين على نحوٍ متزامن باستخدام الميدان الإدراكي نفسه، فإن الفعالية تكون أقل من فعالية أداء المهمتين كل على حدة.
بعد 25 سنة أُضِيف مكون رابع إلى نموذج بادلي لتكملة النظام التنفيذي المركزي. أطلق على نظام الاستحواذ الثالث اسم العازلة العرضية. وهو نظام محدود السعة يوفر تخزينًا مؤقتًا للمعلومات من خلال دمج المعلومات القادمة من الأنظمة الفرعية، والذاكرة طويلة الأمد، في تمثيل عرضي واحد. 

## المكونات

### المكون التنفيذي المركزي
المكون التنفيذي المركزي هو عبارة عن نظام مرن مسؤول عن التحكم وتنظيم العمليات المعرفية. فهو يوجه التركيز ويستهدف المعلومات، جاعلًا بذلك الذاكرة العاملة والذاكرة طويلة الأمد يعملان معًا. بوسعنا النظر إلى هذا النظام على أنه نظام إشرافي يتحكم بالعمليات المعرفية، مع التأكيد على عمل المخزن قصير الأمد بشكل فعال، ويتدخل في حال ضلت هذه العمليات فضلًا عن منعه للمشتتات.
يؤدي هذا المكون الوظائف التالية:
- يحدِّث ويشفِّر المعلومات القادمة ويستبدل المعلومات القديمة
- يربط بين معلومات من عدة مصادر في حلقات متماسكة
- ينسق بين أنظمة الاستحواذ
- ينتقل بين المهام أو استراتيجيات الاسترجاع
- يمنع أو يقمع الاستجابات المهيمنة أو التلقائية
- مسؤول عن بالانتباه الانتقائي

يتألف المكون التنفيذي المركزي من نظامين رئيسيين: لوحة الرسم البصرية المكانية، الخاصة بالمعلومات البصرية، والدائرة الصوتية، الخاصة بالمعلومات اللفظية.
باستخدام نموذج المهام المزدوجة، وجد بادلي وإرسس أن المرضى المصابين بالزهايمر، على سبيل المثال، يعانون من ضعف عند القيام بمهام متعددة في وقتٍ واحد، حتى عندما تُكَيَّفُ صعوبة المهام الفردية لتتناسب مع قدراتهم. إذ كان هناك مهمتان تشتملان على مهام متعلقة بالذاكرة ومهمة متعلقة بالتتبع. تم فيهما استكمال الإجراءات الفردية بشكل جيد، ولكن مع تدهور حالة المريض المصاب بالزهايمر، ازدادت تدريجيًا صعوبة القيام بإجراءين أو أكثر. أظهر هذا البحث مدى تدهور النظام التنفيذي المركزي لدى الأشخاص المصابين بالزهايمر.